# Jay Last
Jay Taylor Last (* 18. Oktober 1929 in Butler, Pennsylvania; † 11. November 2021 in Los Angeles, Kalifornien) war ein US-amerikanischer Physiker.

## Leben und Werk
Last studierte ab 1947 an der University of Rochester. Dort machte er 1951 einen Abschluss als Bachelor of Science (B.Sc.) im Bereich der Optik.
Anschließend ging er ans Massachusetts Institute of Technology (MIT), wo er 1956 seinen Ph.D. in Physik (Festkörperphysik) machte.
Nach dieser Zeit wurde er von William B. Shockley für die neugegründete Arbeitsgruppe im Shockley Semiconductor Laboratory, einer Abteilung von Beckman Instruments in Mountain View (Santa Clara County, Kalifornien), angeworben. Doch diese Arbeitsgruppe hatte nicht lange Bestand. Bereits 1957 verließen acht wichtige Mitarbeiter das Forschungslabor im Streit mit Shockley. Diese acht, darunter Last, Robert Noyce und Gordon Moore werden als Traitorous Eight (deutsch »Die Verräterischen Acht«) bezeichnet und gründeten nach ihrem Weggang das Unternehmen Fairchild Semiconductor. Bei Fairchild arbeitet er als Teil der R&D-Abteilung mit an der Entwicklung des ersten kommerziellen Planartransistor und den ersten integrierten Schaltkreise.
1961 verließ er zusammen mit den beiden Traitorous-Eight-Ehemaligen Jean Hoerni und Sheldon Roberts Fairchild, um gemeinsam Amelco Semiconductor, eine Abteilung von Teledyne, zu gründen.
Bei Teledyne arbeitete er als Vizepräsident der R&D-Abteilung.
Nachdem er Teledyne in den späten 1970er Jahren verlassen hatte, war Last an verschiedenen Venture-Capital-Aktivitäten beteiligt und war Gründungsmitglied der Archaeological Conservancy.
Mit der Gründung von Hillcrest Press im Jahr 1982 stieg er ins Verlagsgeschäft ein und gab unter anderem verschiedene Kunstbücher heraus.
Im Jahr 1999 erhielt Last die Hutchinson Medal der University of Rochester.